# Skala ilorazowa
Skala ilorazowa (także: skala stosunkowa) – rodzaj skali pomiarowej. Zmienna jest na skali ilorazowej, gdy stosunki między dwiema jej wartościami mają interpretację w świecie rzeczywistym.
Przykłady zmiennych ilorazowych: temperatura w kelwinach (temperatura w stopniach Celsjusza jest na skali interwałowej), napięcie elektryczne, inflacja, bezrobocie
Skala ilorazowa, w odróżnieniu od uboższych skal, nie nakłada ograniczeń w stosowaniu operacji matematycznych i metod statystycznych. W odróżnieniu jednak od skali absolutnej z natury zjawiska nie wynika naturalna jednostka miary, jaką należy zastosować.

## Zastosowania skali stosunkowej wpomiarachpedagogicznych
Dla celów zastosowań pedagogicznych stosuje się też definicję mówiącą, że skala stosunkowa to skala złożona z symboli, których pary przedstawiają stosunki wartości przedmiotów pod względem badanej zmiennej. Wymaga ustalenia jednostki miary i wyznaczenia naturalnego punktu zerowego, to jest „zera bezwzględnego".
Skala stosunkowa nie wnosi żadnych ograniczeń w stosowaniu operacji arytmetycznych do wyników pomiaru. Oprócz obliczeń uprawnionych dla skali przedziałowej, dopuszcza ona przekształcenia logarytmiczne i ustalanie współczynnika zmienności.
Przykładem skali stosunkowej w dziedzinie pomiaru dydaktycznego może być czas rozwiązywania testu szybkości. Początek testowania jest tu naturalnym punktem zerowym, a sekunda (lub minuta) pracy badanego — jednostką miary. Dzięki tym dwu stałym wartościom potrafimy ustalać stosunki między osiągnięciami szkolnymi, np. stwierdzić, że dany uczeń rozwiązuje pewnego typu tekst dwa razy szybciej od innego ucznia.